# Blonde Redhead (musikalbum)
Blonde Redhead är Blonde Redheads debutalbum, släppt år 1993 på Smells Like Records.

## Låtlista
1. "I Don't Want You" - 5:03
2. "Sciuri Sciura" - 3:22
3. "Astro Boy" - 4:19
4. "Without Feathers" - 3:57
5. "Snippet" - 3:02
6. "Mama Cita" - 3:22
7. "Swing Pool" - 4:15
8. "Girl Boy" - 1:48